# Osami Nagano
Osami Nagano (永野修身?, Nagano Osami; Kōchi, 15 giugno 1880 – Tokyo, 5 gennaio 1947) è stato un ammiraglio giapponese.
Entrato nella marina imperiale giapponese nel 1900, Nagano fu investito per lo più di incarichi burocratici invece di comandi operativi e non combatté durante la prima guerra mondiale; nominato addetto navale negli Stati Uniti, prese parte alle varie conferenze navali degli anni venti e trenta. Assunse il comando della Flotta Combinata nel 1937 e divenne Capo dello Stato Maggiore generale della marina nell'aprile 1941, carica che mantenne fino al febbraio 1944. Al termine del conflitto fu processato per crimini di guerra ma morì di polmonite nel 1947, prima che fosse reso noto il verdetto.

## Biografia

### Inizio della carriera e primi incarichi

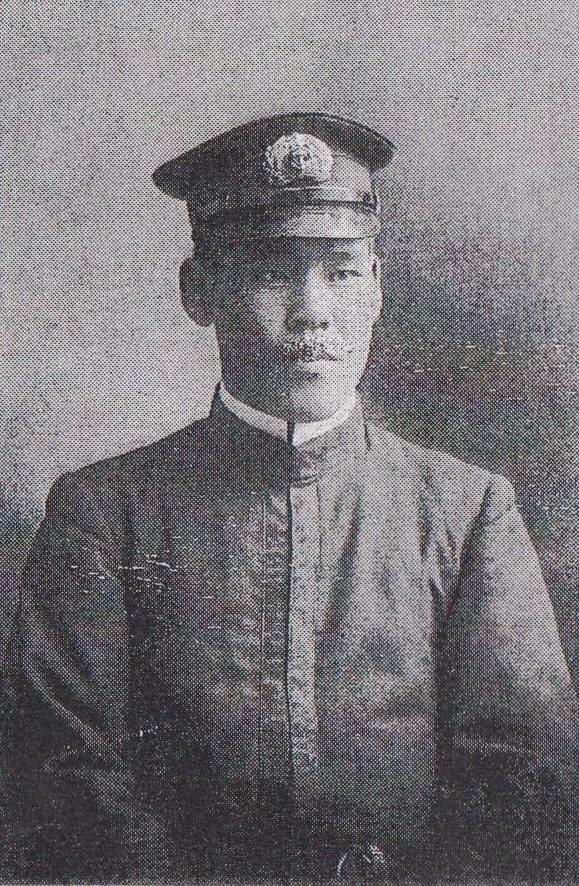
Un giovane Osami Nagano nella divisa da studente all'Accademia navale

Osami Nagano nacque a Kōchi il 15 giugno 1880. Iscrittosi all'Accademia navale completò gli studi il 13 dicembre del 1900, posizionandosi secondo in un corso composto da 105 allievi: con il grado di cadetto venne imbarcato sul cacciatorpediniere Hashidate e il 22 agosto 1901 fu spostato sulla nave da battaglia Asahi. Divenuto guardiamarina l'8 gennaio 1902, il 14 marzo dello stesso anno venne trasferito sull'incrociatore pesante Asama rimanendovi fino al 24 agosto 1903, quando entrò nel 1º Distretto navale con quartier generale a Yokosuka; circa un mese più tardi, il 26 settembre, passò al grado di sottotenente di vascello e seguì gli studi del Centro addestramento d'artiglieria dal 9 al 22 dicembre, giorno che lo vide spostato a bordo del trasporto Ariake Maru. Il 16 aprile 1904 fu destinato al 3º Distretto navale a Sasebo ma già il 21 dello stesso mese entrò nei ranghi della 1ª Flotta, dove il 26 aprile fu imbarcato sul trasporto Hong Kong Maru. Il 12 gennaio 1905 Nagano fu promosso a tenente di vascello e inserito nel personale specializzato dei cantieri navali Ryojun: mantenne il posto fino a quando non fu spostato a bordo della corazzata Shikishima il 14 giugno 1905. Il 12 settembre ritornò come studente al Centro addestramento d'artiglieria, frequentandolo fino all'anno successivo; il 25 gennaio 1906 fu infatti trasferito all'Istituto d'Artiglieria dell'Accademia Navale. Imbarcato sull'incrociatore pesante Itsukushima il 29 settembre, fu poi promosso aiutante del 3º Distretto navale il 20 novembre del 1908, posizione che occupò fino al 25 maggio 1909, quando fu messo a capo del Corso "A" del Collegio navale. Il 1º dicembre ricevette la nomina a capitano di corvetta e fu messo a bordo della corazzata Katori; il 1º novembre 1911 fu destinato allo Stato Maggiore generale della Marina imperiale giapponese all'interno del quale, il 27 settembre 1912, venne integrato nel personale dell'Ufficio degli Affari navali facente parte del Ministero della Marina.
Nagano fu inviato negli Stati Uniti d'America nel settembre-ottobre 1913 per perfezionare la conoscenza della lingua e dei costumi statunitensi e studiò legge presso l'Università di Harvard. Quando tornò in Giappone venne considerato un esperto riguardo agli Stati Uniti e il 1º dicembre 1914 fu promosso capitano di fregata, quando la prima guerra mondiale era già in corso. Nel 1915 assunse la carica di vicecomandante dapprima sull'incrociatore pesante Nisshin (26 maggio) e poi sul pari classe Iwate (12 dicembre). Trasferito all'Ufficio del Personale del ministero il 24 agosto 1916, Nagano venne nominato capitano di vascello il 1º ottobre 1918 e promosso capo della prima sezione dell'Ufficio. Il 1º novembre 1919, a un anno esatto dalla fine del conflitto mondiale, Nagano divenne comandante dell'incrociatore pesante Hirado, primo e unico incarico del genere a essere ricevuto.

### Gli anni venti e trenta
A partire dal 1º dicembre 1920, a causa dei suoi trascorsi di servizio negli Stati Uniti, Nagano fu nominato attaché navale presso quel paese e in qualità di tale carica partecipò alla Conferenza di Washington indetta per limitare la crescita esponenziale delle principali marine militari: al termine dell'incontro venne deciso che il tonnellaggio di navi da battaglia tra Stati Uniti, Regno Unito e Giappone rispettasse, nell'ordine, il rapporto 5:5:3. Di questo periodo trascorso all'estero Nagano conservò sempre ottime impressioni, tanto da descrivere New York come una seconda casa; intrattenne inoltre vere e proprie amicizie con i rappresentanti statunitensi e di altre nazioni occidentali. Dopo tre anni esatti quale attaché, Nagano passò al grado di contrammiraglio e tornato in Giappone detenne diverse posizioni importanti durante gli anni venti: dal 5 febbraio 1924 fu il capo della sezione N3 dello Stato maggiore generale della marina e prima della fine dell'anno, il 12 dicembre, fu promosso comandante della 3ª divisione da battaglia; il 20 aprile del 1925 fu invece messo alla guida della 1ª flotta di spedizione in Cina. Il 20 agosto 1926 fu richiamato allo stato maggiore e vi lavorò fino al 1º febbraio dell'anno successivo, poiché nominato comandante della flotta d'addestramento. L'eccellente servizio svolto fruttò a Nagano la promozione a viceammiraglio otto mesi più tardi e il 15 gennaio 1928 tornò nuovamente nello stato maggiore; il 12 dicembre assunse il ruolo di direttore dell'Accademia navale mantenendolo per oltre un anno e mezzo.

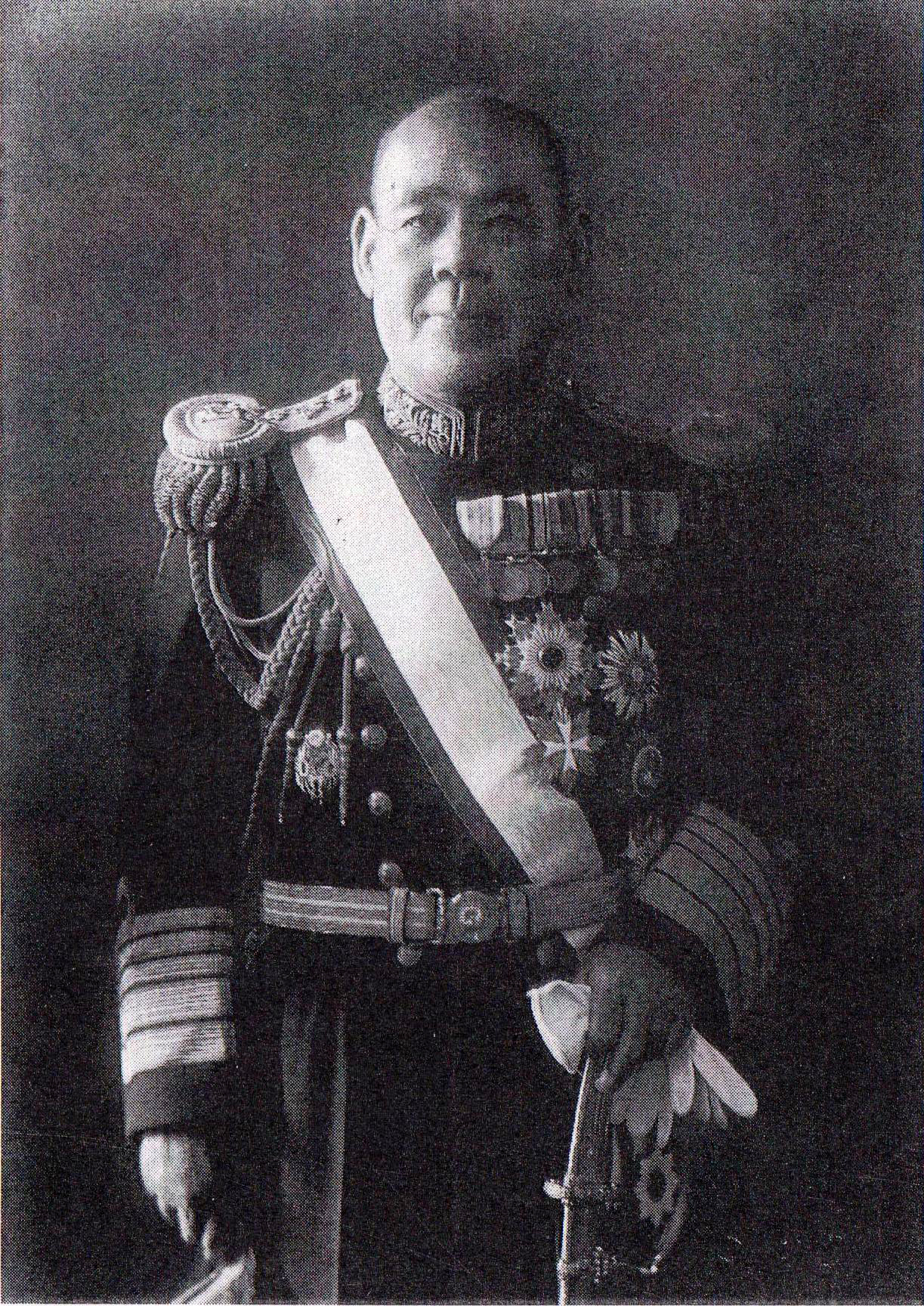
Nagano nell'uniforme da ammiraglio

Il 10 giugno 1930 Nagano fu promosso alla carica di sottocapo di stato maggiore e in questa veste presenziò alla conferenza navale di Londra, aperta quello stesso anno sempre con l'obiettivo di regolamentare il varo di navi da guerra e lo sviluppo delle armi navali. A partire da 1930-1931 Nagano si avvicinò alla cosiddetta "fazione dei trattati" (i cui leader erano Isoroku Yamamoto, Mitsumasa Yonai e Shigeyoshi Inoue) interna alla marina imperiale, che considerava la marina stessa un mezzo di difesa nazionale e non una forza per saziare mire imperialistiche; proseguendo in questo ragionamento, i due trattati navali di Washington e Londra erano visti come documenti equi, assai migliori di quanto si fosse osato sperare negli alti ambienti militari. A questo gruppo moderato si opponeva la "fazione della marina" che, al contrario, giudicava i trattati del tutto ingiusti per un paese marinaro quale il Giappone e propugnava il varo di un grandioso programma di costruzioni navali senza limitazioni, anche se ciò avesse potuto provocare un conflitto contro gli Stati Uniti.
Divenuto il 15 novembre 1933 comandante del I Distretto Navale e promosso al rango di ammiraglio il 1º marzo 1934, Nagano ebbe il 15 novembre di quell'anno un seggio fisso nel Consiglio Supremo di Guerra, il massimo organo direttivo dell'apparato militare nipponico. Fu poi posto alla guida della delegazione giapponese inviata a una terza conferenza navale internazionale, svoltasi tra il 1935 e il 1936 sempre a Londra: durante i lavori, Nagano non riuscì a ottenere un tonnellaggio massimo per la flotta giapponese uguale a quello concesso agli Stati Uniti e alla Gran Bretagna. Sebbene fosse avverso a quelle fazioni che in Giappone cercavano la guerra contro le potenze occidentali (Stati Uniti in primo luogo), Nagano era pur sempre acceso nazionalista e perciò, ritenendo oltraggioso il rifiuto subito, decise di abbandonare la conferenza all'inizio del 1936. Al suo ritorno in patria ottenne la prestigiosa carica di ministro della Marina il 9 marzo e poi fu nominato comandante supremo della Flotta Combinata il 2 febbraio 1937.

### La seconda guerra mondiale
Passato il controllo della Flotta Combinata al suo successore prima della fine del 1937, Nagano continuò a seguire le sedute del Consiglio Supremo in una sorta di parziale collocamento a riposo, almeno fino al 9 aprile 1941 quando fu elevato a Capo di Stato Maggiore generale della marina giapponese. Durante tale fondamentale ruolo, secondo testimonianze contemporanee, Nagano delegò ai propri subordinati la gran parte delle sue mansioni e dimostrò di mancare di fermezza, carisma e decisione, tanto che più volte si fece facilmente influenzare dai sottoposti, le cui opinioni erano diametralmente opposte ai suoi desideri di evitare una guerra contro gli Stati Uniti e le potenze europee; Yamamoto a questo proposito lo descrisse come « ... quel tipo di persona che presume di essere un genio, quando invece non lo è affatto». È inoltre stato riportato che l'ammiraglio avesse perso molta della sua originaria grinta e si fosse rassegnato all'inevitabilità di un conflitto; non bisogna dimenticare, poi, che era l'ufficiale più anziano in servizio con i suoi 62 anni (cosa che gli fece guadagnare il soprannome "l'Elefante") e, nel complesso, un uomo stanco: sempre Yamamoto disse di lui che era « ... un peso morto». Tali resoconti spiegherebbero perché l'ammiraglio dette il suo assenso alla refinizione dei piani per distruggere Pearl Harbor e la flotta statunitense dell'Oceano Pacifico, così come un suo intervento durante la sessione del Consiglio di Guerra dell'11 giugno 1941:
(Osami Nagano)
D'altro canto, è incontrovertibile che mise diversi membri dell'ormai minoritaria frangia moderata nella marina in posizioni di vasta responsabilità: ad esempio, Yamamoto divenne il capo della Flotta Combinata e Inoue il comandante della 4ª Flotta. Quali che fossero le reali motivazioni dell'ammiraglio, Nagano autorizzò l'attacco a Pearl Harbor e la riuscita dell'operazione gli dette una grande reputazione nella marina imperiale, rafforzata dalle successive, rapide vittorie sul fronte del Pacifico. Mesi dopo, nel maggio 1942, visionò i piani stesi da Yamamoto per conquistare l'atollo di Midway e schiacciare la flotta statunitense, approvandoli il 5 maggio mediante l'ordine di operazione generale n. 18. Malgrado l'impensabile sconfitta sofferta al largo di Midway a giugno, la costosa campagna di Guadalcanal iniziata ad agosto e l'evacuazione finale dell'isola nel febbraio 1943, il Giappone controllava pur sempre quasi tutte le conquiste effettuate e quindi Nagano godeva ancora di notevole prestigio nella marina nipponica: il 21 giugno 1943 fu insignito della carica di ammiraglio della flotta.

### Ultimi anni: il declino e la morte

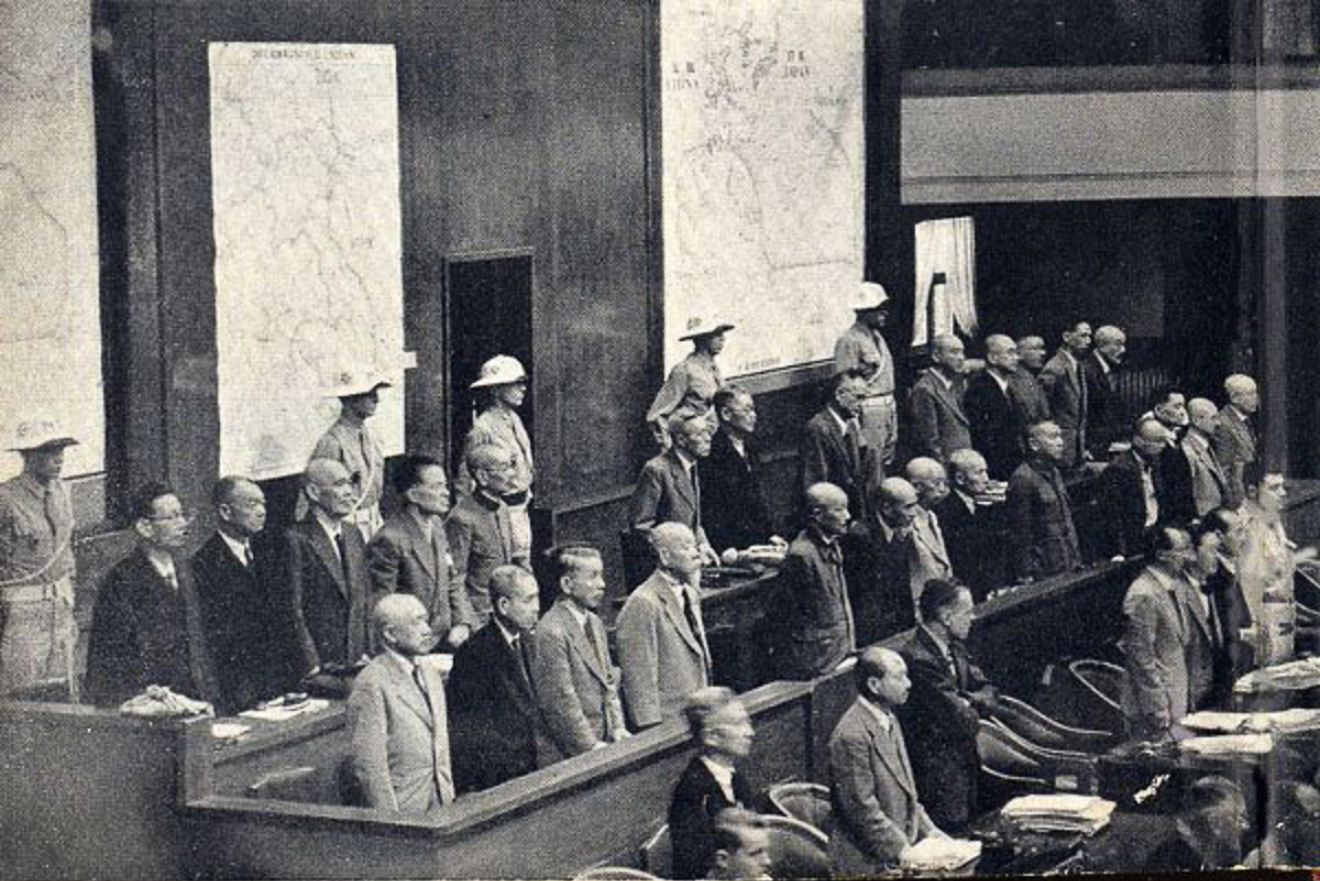
Il banco degli imputati al Processo di Tokyo: Nagano è il terzo da sinistra dello spalto superiore

A dispetto dell'altisonante titolo concesso il conflitto, in realtà, era ormai a sfavore delle forze armate giapponesi. Il 30 giugno 1943 il generale Douglas MacArthur e l'ammiraglio William Halsey dettero avvio alla riconquista delle Salomone centrali e settentrionali; a novembre scattò, in contemporanea, una vasta offensiva nel Pacifico centrale che privò il Giappone delle isole Gilbert, seguita da una serie di devastanti operazioni aeronavali contro le isole Marshall: i bombardamenti erano il preludio dello sbarco in forze delle truppe statunitensi, che entro la fine del febbraio 1944 si erano assicurate il possesso delle posizioni strategicamente più importanti.
La serie di disfatte provocò una crisi nelle sfere dirigenti a Tokyo e aspre critiche che i comandanti supremi si rinfacciavano o inviavano al governo; Nagano non risparmiò giudizi negativi all'indirizzo del Primo Ministro Hideki Tōjō, le cui politiche andavano a detrimento delle urgenti necessità della marina. Il 21 febbraio l'ammiraglio venne bruscamente sollevato dalla carica di capo di stato maggiore da Tōjō stesso, con l'accusa di disfattismo e incapacità. Lo stesso Tōjō, però, rassegnò le dimissioni il 18 luglio dello stesso anno quando l'avanzata statunitense nelle Marianne si fece inarrestabile: Nagano venne dunque ricollocato a capo della marina imperiale dal nuovo governo e mantenne la carica fino al termine della guerra il 15 agosto 1945.
Osami Nagano venne riconosciuto colpevole di crimini di guerra e tradotto davanti al Tribunale militare per l'Estremo Oriente, che iniziò a operare dal 13 giugno 1946. Nagano non era però in buone condizioni fisiche e il 5 gennaio 1947, all'età di 66 anni, morì: una fonte afferma che la causa fu un attacco cardiaco mentre una seconda fonte parla di polmonite.